# 4511 Rembrandt
4511 Rembrandt è un asteroide della fascia principale del diametro medio di circa 9,02 km. Scoperto nel 1935, presenta un'orbita caratterizzata da un semiasse maggiore pari a 2,3999943 UA e da un'eccentricità di 0,2519170, inclinata di 22,73682° rispetto all'eclittica.